# Йиндра, Альфред
Альфред Йиндра (чеш. Alfréd Jindra; 31 марта 1930, Прага — 7 мая 2006, там же) — чехословацкий гребец-каноист, выступал за сборную Чехословакии в первой половине 1950-х годов. Бронзовый призёр летних Олимпийских игр в Хельсинки, победитель многих регат национального уровня.

## Биография
Альфред Йиндра родился 31 марта 1930 года в Праге.
Наиболее успешным в его спортивной карьере оказался сезон 1952 года, когда он попал в основной состав чехословацкой национальной сборной и благодаря череде удачных выступлений удостоился права защищать честь страны на летних Олимпийских играх в Хельсинки в зачёте одиночных каноэ на дистанции 10000 метров (в предыдущие годы Чехословакию в этой дисциплине представлял титулованный Йозеф Голечек, однако на сей раз руководство сборной остановило свой выбор на молодом Йиндре, а Голечек выступал только на километровой дистанции). В заезде из десяти гребцов Йиндра лидировал на протяжении большей части гонки, значительно опередив многих признанных фаворитов, в том числе опередил действующего чемпиона мира из Франции Робера Бутиньи и будущего олимпийского чемпиона из СССР Павла Харина. Тем не менее, ближе к финишу он начал уставать, отрыв постепенно сокращался, и в итоге его обогнали американец Френк Хейвенс, привёзший ему 12 секунд, и венгр Габор Новак. Альфред Йиндра, таким образом, завоевал бронзовую олимпийскую медаль.
Став бронзовым олимпийским призёром, Йиндра остался в основном состав гребной команды Чехословакии и продолжил принимать участие в крупнейших международных регатах. Он планировал выступить на Олимпийских играх 1956 года в Мельбурне, но незадолго до этого заболел полиомиелитом, и всю его нижнюю часть тела парализовало, в результате чего всю оставшуюся жизнь он вынужден был провести в инвалидной коляске. Его нелёгкую судьбу впоследствии описал в своей книге известный чешский писатель Ота Павел. После вынужденного завершения спортивной карьеры Альфред Йиндра работал редактором на пражском радио. Был женат, в браке у него родились двое детей: Эвжени (1955) и Карл (1965).
Умер 7 мая 2006 года в Праге в возрасте 76 лет.